# Позов про бездіяльність
По́зов про бездія́льність (англ. Actions for failure to act) спрямований на засудження європейської інституції за незаконне утримання від голосування відповідно до законодавства Європейського Союзу.
Такий позов передбачений статтею 265 Договору про функціонування Європейського Союзу; він ґрунтується на відсутности дій з боку європейських інституцій, навіть якщо право Європейського Союзу накладає зобов’язання діяти.

## Умови прийнятності
Позов про бездіяльність має на меті визнати порушення договорів Союзу через інертність інституцій. Таким чином, прийнятність такої апеляції залежить від певних умов, що стосуються позивача, відповідача та обов’язку попереднього оскарження.

### Відповідач
Лише Рада, Європейська Рада, Комісія, Європейський Парламент і Європейський центральний банк (ЄЦБ) можуть бути відповідачем позову за бездіяльність. У невдачі інституції винно те, що вона перебуває у ситуації відповідної компетентности. Інакше кажучи, інституція утримується прийняття рішень, хоча вона має діяти і немає свободи дискреційного вибору. З іншого боку, держави-члени не можуть бути притягнуті до відповідальности за недотримання своєї помірности, а лише до позову за невиконання зобов'язань.

### Позивач
Інституційні позивачі можуть подати позови за бездіяльність проти будь-якої з вищезазначених інституцій. У той час як держави-члени та інші європейські інституції, як правило, мають право порушувати справи, ЄЦБ може порушувати справи лише за невиконання дій у межах своєї компетенції. Крім того, індивідуальні позивачі, юридичні та фізичні особи, також мають право оскаржувати бездіяльність, коли одна з інституцій не звернулася до них з нормативним актом.
Проте Суд Європейського Союзу (СЄС) дозволяє позови про бездіяльність проти дій, офіційними адресатами яких ці заявники не є, але які стосуються їх безпосередньо та особисто. Таким чином, фізичні та юридичні особи повинні не лише продемонструвати зацікавленість у дії, але й надати докази того, що утримання стосується їх безпосередньо та особисто.

### Обов'язкове попереднє звернення
Апеляція щодо бездіяльності прийнятна лише тоді, коли інституції було запропоновано діяти шляхом офіційного повідомлення, надісланого протягом розумного строку. Потім інституція має два місяці для прийняття рішення. Зайнята позиція може, наприклад, приймати форму прийняття запитуваного акта, ухвалення акта, відмінного від того, що вимагається, або офіційної відмови діяти. Зайнята позиція робить будь-яке звернення щодо бездіяльності неприйнятною, навіть якщо зайнята позиція відбувається після закінчення дозволеного двомісячного строку.

## Звернення
Якщо відповідна інституція не приймає позицію протягом встановленого строку, заявник має два місяці, щоб подати позов про бездіяльність до Суду Європейського Союзу (Суду Справедливости або Загального Суду). Усі підстави внутрішньої законности можуть бути висунуті перед суддею Спільноти за умови, що вони були попередньо сформульовані в запрошенні до дії.
Коли Суд задовольняє заяву про бездіяльність, він лише зазначає бездіяльність. Але він не може замінити інституцію у виправленні недоліку. Зазначена установа має діяти протягом розумного строку та вжити всіх необхідних заходів для виконання рішення. У разі бездіяльности з його боку, його позадоговірна відповідальність може бути покладена на підставі статті 340 Договору про функціонування Союзу.